# USS Frankford (DD-497)
Эскадренный миноносец «Фрэнкфорд» (англ. USS Frankford (DD-497)) — американский эсминец типа Gleaves.
Заложен на верфи Seattle Tacoma Shipbuilding, Сиэтл 5 июня 1941 года. Спущен 17 мая 1941 года, вступил в строй 31 марта 1943 года.
Выведен в резерв 6 марта 1946 года.
Из ВМС США исключён 1 июня 1971 года.
4 декабря 1973 года потоплен как цель авиацией и артиллерийским огнём близ Пуэрто-Рико.